# 7 de juny
El 7 de juny és el cent cinquanta-vuitè dia de l'any del calendari gregorià i el cent cinquanta-novè en els anys de traspàs. Queden 207 dies per a finalitzar l'any.

## Esdeveniments
Països Catalans
- 1640, Barcelona: Hi esdevé l'anomenat "Corpus de Sang", revolta dels segadors contra els terços castellans (guerra dels Segadors).[1]
- 1888, Barcelona: S'inaugura el Teatre Calvo-Vico, a la Gran Via de les Corts Catalanes.[2]
- 1896 - Barcelona: es fa l'atemptat del carrer dels Canvis Nous el dia de Corpus Christi contra la processó en el qual van morir i van resultar ferides moltes persones.[3]
- 1926, Barcelona: Un tramvia de la línia 30 atropella l'arquitecte Antoni Gaudí a la Gran Via, cantonada Bailèn; les ferides li provocaran la mort al cap de 3 dies.
- 2005, Barcelona: Es presenta el Manifest fundacional de Ciutadans de Catalunya "Per la constitució d'un nou partit polític a Catalunya".
- 2007, PortAventura: Inauguració de Furius Baco.
- 2024, Manresa: es dona la sortida a la primera edició de la Volta ciclista a Catalunya femenina.[4]

Resta del món
- 1099: Primera Croada comença el setge de Jerusalem.
- 1494: El regne de Castella signa amb el de Portugal el Tractat de Tordesillas, pel que es divideixen el món.
- 1498: Cristòfor Colom salpa en el seu tercer viatge cap a Amèrica.
- 1520: Camp del Drap d'Or, inici de la trobada diplomàtica celebrada entre Enric VIII d'Anglaterra i Francesc I de França.
- 1654, França, Lluís XIV és coronat rei de França.
- 1692, Jamaica: Un terratrèmol destrueix la ciutat de Port Royal.[5]
- 1808, Espanya: L'exèrcit francès comandat per Pierre-Antoine Dupont de l'Étang venç a les forces espanyoles i entra en la Província de Còrdova on realitza un brutal i sanguinari saqueig de la ciutat[6] després de guanyar la batalla del Pont d'Alcolea.
- 1835, Espanya: José María Queipo de Llano és nomenat President del Consell de Ministres.
- 1880: Guerra del Pacífic: Pren d'Arica, batalla entre els exèrcits del Perú i Xile. La victòria xilena permet l'annexió de la ciutat d'Arica.
- 1905: el riu Paranà inunda i destrueix la ciutat de Santa Fe (Argentina) des d'aquesta matinada.
- 1905: Noruega declara la seva independència de Suècia.[7]
- 1914: El transatlàntic nord-americà "Alliance", de 40.000 tones, inaugura el Canal de Panamà, travessant-lo de l'oceà Atlàntic al Pacífic.[8]
- 1917: San Salvador (capital del Salvador) queda destruïda en la seva major part per un sisme de gran intensitat.[9]
- 1929: La Ciutat del Vaticà es converteix en un estat sobirà pels Pactes del Laterà.[10]
- 1940, Noruega: El rei Haakon VII i la resta del govern noruec fugen de Tromsø i s'exilien a Londres.[11]
- 1942, conclou la batalla de Midway durant la Segona Guerra Mundial, una victòria crucial dels Estats Units contra l'armada i l'aviació japonesa.[12]
- 1945, Noruega: El rei Haakon VII de Noruega i la seva família tornen a Oslo.[13]
- 1968, Espanya: Primer assassinat de la banda armada ETA on mor assassinat el guàrdia civil José Ángel Pardines Arcay.
- 1982, Mèxic: Dos sismes amb magnitud de 6.9 i 7 respectivament i amb epicentre en Ometepec, Guerrero són sentits en la Ciutat de Mèxic durant la matinada.[14]
- 2008, Àustria i Suïssa: S'inicia l'Eurocopa 2008.

## Naixements
Països Catalans
- 1861 - Sabadell, Vallès Occidental: Antoni Cusidó i Cañellas, industrial tèxtil i regidor municipal de Sabadell (m. 1929).
- 1877 - Martorell, Baix Llobregat: Josep Palet i Bartomeu, tenor català (m. 1946).
- 1897 - Sabadell, Vallès Occidental: Ramon Jové i Brufau, metal·lúrgic, militant sindical, una de les primeres víctimes de la guerra civil (m. 1936).
- 1902 - Barcelona: Josefina Torrents i Illa, nedadora i dirigent esportiva catalana, pionera de la natació a Catalunya (m. 2006).[15]
- 1933 - Sabadell: Mirna Lacambra Domènech, soprano i promotora musical catalana.[16]
- 1949 - Vilassar de Dalt, Maresme: Toti Soler, guitarrista i cantant.[17]
- 1957 - Meliana, Horta Nord: Toni Mollà, escriptor i filòleg valencià.
- 1971 - Barcelona: Névoa, cantant de fados catalana.[18]
- 1986 - Terrassa: Marta Ejarque Guillamat, periodista, ha estat jugadora d'hoquei sobre herba, en la posició de defensa.[19]
- 1996 - Sabadell: Judith Forca, waterpolista catalana del CN Sabadell, membre de la selecció espanyola.[20]

Resta del món
- 1491 - Sant-Maloù, Regne de França: Jacques Cartier, explorador francès (m. 1557).[21]
- 1831 - Londresː Amelia Edwards, novel·lista, periodista, viatgera i primera egiptòloga anglesa (m. 1892).[22]
- 1845 - Veszprém, Imperi Austríac; a l'actual Hongria: Leopold Auer, violinista i professor de música austríac (m. 1930).[23]
- 1848 - París (França): Eugène Henri Paul Gauguin, pintor francès postimpressionista (m. 1903).[24]
- 1862 - Presburg (Bratislava), Imperi Austrohongarès: Philipp Eduard Anton von Lenard, físic alemany, premi Nobel de Física el 1905 (m. 1947).[25]
- 1876 - Rotterdam: Adya van Rees-Dutilh, artista tèxtil i pintora holandesa (m. 1959).[26]
- 1877 - Widnes, Anglaterra: Charles Glover Barkla, físic anglès, premi Nobel de Física el 1917 (m. 1944).[27]
- 1892 - Hamburg, Alemanya: Gertrud Bing, historiadora de l'art, acadèmica, bibliotecària i directora del Warburg Institute (m. 1964).
- 1896:
  - Newburyport, Massachusetts (EUA): Robert S. Mulliken, físic i químic nord-americá, Premi Nobel de Química de l'any 1966 (m. 1986).[28]
  - Kaposvár, comtat de Somogy: Imre Nagy, polític hongarès, dos cops president del govern del seu país (m. 1958).[7]
- 1899 - Dublín: Elisabeth Bowen, escriptora irlandesa en llengua anglesa (m. 1973).[29]
- 1907 - Schidlow, Imperi Austrohongarès, avui Chrzanów, Polònia: Mascha Kaléko, rellevant poeta i escriptora alemanya del segle xx.[30]
- 1908 - Gènova: Margherita Carosio, soprano italiana particularment associada al repertori lírico-coloratura (m. 2005).[31]
- 1909 - 
  - Westfield, Nova Jersey: Virginia Apgar, anestesiòloga obstètrica estatunidenca, que ideà la puntuació d'Apgar (m. 1974).[32]
  - Londres: Jessica Tandy, actriu anglesa nacionalitzada estatunidenca (m. 1994).[33]
- 1914 - Stettin, Prússia: Ernst Bader, actor, cantautor i compositor alemany.
- 1917 - Topeka: Gwendolyn Brooks, escriptora i professora estatunidenca, guanyadora del Premi Pulitzer (m. 2000).[34]
- 1920 - La Hoguette (França): Georges Marchais, polític comunista francès (m. 1997).[35]
- 1922 - Rosario: Ana María Zeno, metgessa, professora, ginecòloga, sexòloga argentina, pionera de la contracepció (m. 2011).[36]
- 1933, Nagoya: Tsuneko Okazaki, científica japonesa descobridora dels fragments d'Okazaki.[37]
- 1940 - Treforest, Glamorganshire, Gal·les (Regne Unit): Thomas John Woodward, més conegut pel seu nom artístic Tom Jones, cantant britànic.[38]
- 1944 - Granada, Andalusia, Espanya: Miguel Ríos, músic espanyol de rock.
- 1952 - Istanbul, Turquia: Orhan Pamuk, escriptor turc, Premi Nobel de Literatura de l'any 2006.[39]
- 1957 - París: Fred Vargas, escriptora i arqueòloga francesa autora de novel·les policíaques d'èxit.[40]
- 1958 - Minneapolis, Minnesota: Prince Rogers Nelson, conegut com a Prince, cantant, compositor i multiinstrumentista de rock, soul, funk i new wave nord-americà (m. 2016).
- 1962 - Brig, Suïssa: Viola Amherd, política suïssa, membre del Consell Federal suís des de 2019
- 1978 - Mount Clemens, Michigan, Estats Units: Adrienne Frantz, actriu estatunidenca.
- 1985 - Kraljevo: Dejan Lekić, futbolista serbi.
- 1988 - Brampton, Ontario, Canadà: Michael Cera, actor canadenc.

## Necrològiques
Països Catalans
- 2010 - Xàbia, la Marina Alta: Josep Albi, poeta, novel·lista i traductor valencià (n. 1922).

Resta del món
- 1840 - Berlín: Frederic Guillem III de Prússia, Rei de Prússia (n. 1770).[41]
- 1843 - Tübingen, Regne de Württemberg: Friedrich Hölderlin, poeta alemany (n. 1770).[42]
- 1911 - Neuilly-sur-Seine (França): Maurice Rouvier, estadista francès, President del Consell de França (n. 1842).[43]
- 1936 - Buenos Airesː Lola Mora, destacada escultora de l'Argentina (n. 1866).[44]
- 1937 - Los Angeles, Califòrnia: Jean Harlow, actriu estatunidenca i sex symbol de la dècada de 1930 (n. 1911).[45]
- 1954 - Wilmslow, Cheshire, Anglaterra: Alan Turing, matemàtic i filòsof anglès (n. 1912).[46]
- 1959 - Porto: Emília de Sousa Costa, escriptora i feminista portuguesa (n. 1877).[47]
- 1965 - Nova York: Judy Holliday, actriu estatunidenca (n. 1921).[48]
- 1966:
  - Oulu, Finlàndia: Otto Karhi, polític finlandès.
  - Basilea, Suïssa: Jean Arp, escultor, poeta i pintor alsacià (n. 1886).[49]
- 1967 - Nova York (EUA): Dorothy Parker, poeta i escriptora estatunidenca (n. 1893).[50]
- 1968: 
  - Aduna, Guipúscoa, País Basc: José Pardines Arcay, guàrdia civil espanyol, primera víctima mortal d'ETA.
  - Tolosa de Llenguadoc, Occitània, França: Txabi Etxebarrieta, guerriller basc, militant d'ETA.
- 1978 - Cambridge (Anglaterra): Ronald George Wreyford Norrish, químic anglès, Premi Nobel de Química de l'any 1967 (n. 1897).[51]
- 1980:
  - Pacific Palisades, Califòrnia, EUA: Henry Miller, escriptor estatunidenc.[52]
  - Nova York (EUA): Philip Guston, pintor estatunidenc (n. 1913).[53]
- 2002 - Sant Sebastià, Espanya: Francisco Escudero García de Goizueta va ser un compositor basc (n. 1912).[54]
- 2006 - Hibib, Iraq: Abu Musab al Zarqaui, líder d'Al-Qaeda a l'Iraq.
- 2008 - El Caire, Egipte: Mustafa Khalil, polític egipci, Primer Ministre d'Egipte (n. 1920).[55]
- 2011 - París, França: Jorge Semprún Maura fou un escriptor, polític i guionista cinematogràfic espanyol (n. 1923).[56]
- 2012 - València, País Valencià: Manuel Preciado Rebolledo, futbolista i entrenador càntabre.
- 2015 - Londres, Anglaterra: Christopher Lee, actor anglès (n. 1922).

## Festes i commemoracions

### Santoral

#### Església Catòlica
- Sants al Martirologi romà (2011):[58] Pere, Valabons, Sabinià, Vistremund, Abenci i Jeremies de Còrdova, màrtirs (851); Colman de Dromore, bisbe (s. VI); Robert de Newminster, abat (1159); Antonio Maria Gianelli, bisbe i fundador (1846).
  - Beats: Ana de San Bartolomé, carmelita (1626); Marie-Thérèse de Soubiran La Louvière, fundadora de les Germanes de Maria Auxiliadora (1889).
- Sants Licarió d'Egipte, màrtir; Potamiona d'Alexandria, màrtir (304); Willibald de Wessex (només a la diòcesi de Plymouth); Luciana de Bruges, màrtir; Vulflagi d'Abbeville, eremita (ca. 643); Meriadec de Vannes, bisbe (688); Herkumbert de Minden, bisbe (805); Aventí de Banhèras de Luishon, eremita i màrtir (segle ix); Deocar de Herrieden, abat (832); Fortunat de Trèveris, bisbe; Godoald de Sens, bisbe; Odó de Massy, abat (967); Godescalc dels Vends, rei i màrtir (1066); Meriadec II de Vannes, bisbe (1302); Moí de Besora, sant llegendari.
- Beats Landolf de Vareglate, bisbe d'Asti (1134); Urraca de Cañas, abadessa (1262); Demostene Ranzi, franciscà.

#### Església Copta
- 30 Baixans: partida de Sant Fortunat, un dels Setanta apòstols; partida del papa Miquel IV d'Alexandria (1102).

#### Església Apostòlica Armènia
- Sants Joan el Precursor; Atanagine, bisbe.

#### Església Ortodoxa (segons el calendari julià)
- Se celebren els corresponents al 20 de juny del calendari gregorià.

#### Església Ortodoxa (segons el calendari gregorià)
Corresponen al 25 de maig del calendari julià litúrgic:
- Sants Terapont de Xipre, bisbe i hieromàrtir; Dodó de Geòrgia, príncep; Jaropolk, Esteve, Macari, Ígor i Juliana de Volínia; Joan i Maria d'Ústiug, justos; Celestí, màrtir; Olbià. Commemoració de la tercera troballa de l'honorable cap de Sant Joan Baptista; mort de Jordi de Zadonsk; reunió dels tres milions d'uniates a l'Església Ortodoxa de Vílnius en 1831.

#### Església Episcopal dels Estats Units
- Pioners de l'Església Anglicana Episcopal al Brasil (1890)

#### Esglésies luteranes
- Seath'tl, cap de la Confederació Duwamish (1866), commemoració.
- Ludwig Ihmels, bisbe de Saxònia (1933) (Església Evangèlica d'Alemanya)